# Crousaz (Adelsgeschlecht)

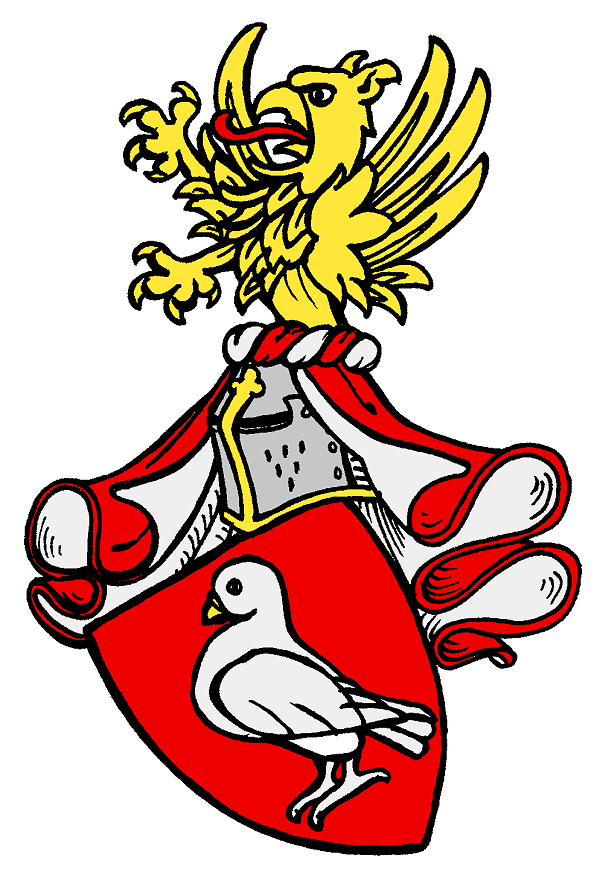
Wappen derer von Crousaz

Crousaz ist der Name eines alten schweizerischen Adelsgeschlechts. Die Familie gehört zum waadtländischen Uradel und gelangte später auch in Frankreich und Preußen zu Besitz und Ansehen.

## Geschichte

### Herkunft
Die Familie stammt ursprünglich von den Meiern von Chexbres ab. Erstmals urkundlich erwähnt wird das Geschlecht im Jahre 1248 mit Petrus dictus de Crousaz als minister de Chaibri. Die ununterbrochene Stammreihe beginnt mit Rodolphe de Cheybri dit de Chaibri, der ab 1279 urkundlich erscheint und 1315 verstarb.
Angehörige nannten sich seit Ende des 13. Jahrhunderts nach ihren Allodialgütern von Crousaz und La Paleyre in Chexbres bei Vevey. Pierre II., der ab 1368 in Urkunden erscheint, errichtete nördlich von Chexbres den Familienstammsitz. Er war Junker von Chexbres und ab 1422 Bürger von Vevey.

### Ausbreitung und Persönlichkeiten
Nach Kneschke wurden Mitglieder des Geschlechts bereits von 1134 bis 1300 mit dem Erbamt der Ministerialen von Chexbres beliehen. Sie erscheinen häufig in Urkunden der Abtei Haut-Crêt und des Klosters Hauterive.
Die Söhne aus erster Ehe von Perrin von Crousaz-Chexbres († 1368), Jacob und Mermet, überließen 1383 die Herrschaftsrechte des Hauses Chexbres im gleichnamigen Weiler ihren Halbbrüdern aus des Vaters zweiter Ehe mit Margaretha von Crest, Peter und Amyon. Ihre Nachkommen auf dem Lehn zu Crousaz versahen das geschlechtsälteste Schloss- und Amtshauptmannsamt der Herrschaft und Kastellanei Glerolles (zu Saint-Saphorin (Lavaux) gehörig) unter der fürstbischöflich lausanneschen und späteren Berner Regierung. Im 16. Jahrhundert waren Angehörige des Geschlechts Mitherren der ehemaligen Pfarrei Glerolles bzw. der dortigen Kirche St. Saphorin, die sie selbst um 1550 errichteten. Sie besaßen vor der Einführung der Reformation und der Eroberung des Bistums durch die Berner 1535 die Patrimonialsrechte der Kirche und der Pfarrei der Stadt. In deren Gebieten gehörten ihnen auch einige Lehnsgüter und Einkünfte (Zinsen und Zehnte). Vom 16. bis zum 18. Jahrhundert trugen sie oftmals auch die Pannerherrenwürde von St. Saphorin.

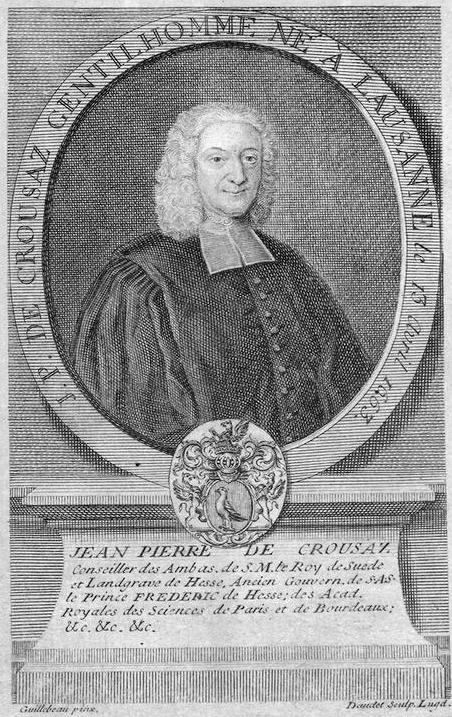
Jean Pierre de Crousaz
(* 1663; † 1750)

Aus der Ehe des Claude von Crousaz Donzel von Chexbres mit Pernette Maillardoz von Rue kommen die beiden Söhne Georg von Crousaz-Chexbres und Elias Crousaz Donzel von Chexbres. Sie waren die Begründer der beiden Hauptlinien der Familie zu St. Georg und Crosier. Georg von Crousaz-Chexbres († 1631), der Begründer der älteren Hauptlinie, erwarb 1631 das Erbbürgerrecht der damaligen freien Berner Schutzstadt Lausanne und wurde landvogtlicher Statthalter. Durch seine Frau, Luise Loys von St. Georg, erhielt er die Mitherrschaft der Ortschaft und war gleichzeitig der Stammvater dieser Linie. Sein Enkel David von Crousaz († 1733), Herr zu Mezery, wurde Bürgermeister von Lausanne und der Begründer der Zweiglinie zu Mezery. Ein weiterer Enkel, Johann Peter von Crousaz (* 1663; † 1751), Herr zu Lagrangette, war königlich schwedischer Legationsrat und Gouverneur des Prinzen Friedrich von Hessen-Kassel. Er war der Begründer des Zweiges zu Lagrangette. Aus dem Zweig zu Mezery kam Anton von Crousaz, der als großherzoglich badischer Kämmerer verstarb. Sein Sohn Heinrich Meyer von Crousaz war 1836 hohenzollern-hechinger Oberforstmeister. Aus dem Zweig Lagrangette stammte August Abraham von Crousaz, der 1794 das regimentsfähige Bürgerrecht der souveränen Stadt Bern erhielt. Er war 1798 Artillerieoberst und Generaladjutant der Division Wattenwyl und wurde von Meuterern umgebracht, als die Franzosen Bern eroberten. Seine Ehe mit Anna Catharina von Crousaz blieb kinderlos. Sein Onkel Johann Philipp Freiherr von Crousaz (* 1717; † 1783) heiratete in erster Ehe 1742 Louise von Crousaz-Mezery. Von seinen Söhnen starb Johann Friedrich Ludwig Julius 1806 als königlich preußischer Hauptmann außer Dienst und Franz Ludwig 1826 als pensionierter niederländischer Hauptmann und pensionierter königlich preußischer Forstinspektor zu Mansfeld. Letzterer heiratete Luise von Schönfeld. Der Sohn aus zweiter Ehe des Freiherren Johann Philipp, Heinrich Freiherr von Crousaz genannt Cretét, wurde Generaleinnehmer der Französischen Bank und Begründer des französischen, zum Katholizismus konvertierten Zweiges.
Die jüngere Hauptlinie Crousaz-Corsier stammt von Elias von Crousaz Donzel von Chexbres, Schloss- und Amtshauptmann von Glerolles, ab. Er war der jüngere Sohn von Claude von Crousaz Donzel von Chexbres. Diese Linie wird, da sie im 17. und 18. Jahrhundert auch das Amtshauptmannsamt von Corsier oberhalb Vavery verwaltete und dort ansässig war, die Linie von Corsier genannt. Eine Stammesverwandtschaft zum Geschlecht von Corsier, das seit 1608 bekannt ist und vor der Französischen Revolution die Rittergüter Corsier, Prelaz und Hermenches besaß, bestand nicht. Aus dieser Linie kamen auch Daniel Ludwig von Crousaz (1746–1811), der als königlich preußischer Generalmajor der Infanterie 1811 verstarb und Stephan Andreas Franz von Crousaz, königlich preußischer Major. Dessen Söhne Johann Ludwig Friedrich August und Friedrich Ludwig Benjamin wurden in Schlesien naturalisiert und waren auch dort begütert. Letzterer wurde preußischer Landrat im ehemaligen Landkreis Groß Strehlitz in Oberschlesien. Adolf Friedrich Johannes von Crousaz (* 1813, † 1895) war königlich preußischer Major zur Disposition und Militärschriftsteller. In Erfurt lebte Mitte des 19. Jahrhunderts August von Crousaz-Chexbres, der an der Redaktion des Neuen preussischen Adelslexicons mitwirkte.
Die in der Schweiz ansässigen Crousaz erloschen 1921 mit dem Tod des Pfarrers Victor de Cousaz (* 1836). Er war der Bruder von Aymon de Crousaz (* 1835; † 1909), Staatsarchivar, dem die Einrichtung des Notars- und Zivilstandsarchivs, die Reorganisation der Archive der Distrikt- und Präfekturgerichte und Archivabteilung für den Staatsrat zu verdanken sind. Sie waren die Söhne des Pfarrers Jules Charles Auguste Henry de Crousaz.

### Standeserhebungen
Johann Philipp von Crousaz, königlich polnischer und kursächsischer Hofrat, wurde 1742 in den Reichsfreiherrenstand erhoben.
Daniel de Crousaz, königlich preußischer Major im Bataillon von Troschke, erhielt am 22. Oktober 1786 zu Berlin und sein Bruder Andreas de Crousaz, königlich preußischer Major, am 8. April 1797 ebenfalls zu Berlin, das schlesische Inkolat.

## Wappen
Das Stammwappen zeigt in Rot eine silberne Taube. Auf dem Helm mit rot-silbernen Helmdecken, ein wachsender goldener Greif.
Abweichend davon zeigt das Wappen der Crousaz von Corsier zu Lausanne in Blau eine silberne Taube, die auf der Spitze von zwei goldenen Sparren mit gemeinschaftlichem Schenkel steht.

## Namensträger
- Daniel Ludwig von Crousaz (* 1746; † 1811), preußischer Generalmajor
- François-Noé de Crousaz (* 1696; † 1768), kursächsischer Generalleutnant
- Jean-Pierre de Crousaz (* 1663; † 1750), Schweizer Professor und Philosoph
- Rodolphe de Crousaz (* 1710; † 1776), Architekt und Stadtbaumeister von Lausanne